# Psychotria dolphiniana
Psychotria dolphiniana là một loài thực vật có hoa trong họ Thiến thảo. Loài này được Urb. miêu tả khoa học đầu tiên năm 1913.